# Februari 1935
| Deze maand |
| --- |
| - Italië en Abessynië mobiliseren - China en Japan staken vijandelijkheden - Private boerderijen Sovjet-Unie afgeschaft |

De volgende gebeurtenissen speelden zich af in februari 1935. Sommige gebeurtenissen kunnen één of meer dagen te laat zijn vermeld doordat ze \op de datum staan aangegeven waarop ze in het nieuws kwamen in plaats van op de datum waarop ze werkelijk plaatsvonden.
- 1: De Poolse minister van buitenlandse zaken Józef Beck legt in de landdag een verklaring af over de buitenlandse politiek:
  - Het 'Oostelijk Locarno' zoals voorgesteld door Frankrijk is in deze vorm ongewenst.
  - Polen staat positief ten opzichte van de akkoorden van Rome.
- 3: Besprekingen in Londen tussen de premiers en ministers van buitenlandse zaken van het Verenigd Koninkrijk en Frankrijk leiden tot een gezamenlijk communiqué betreffende de Europese politiek:
  - Het Verenigd Koninkrijk sluit zich aan bij de akkoorden van Rome, waarin Italië en Frankrijk de onafhankelijkheid van Oostenrijk garanderen.
  - Wapengelijkheid voor Duitsland, maar slechts als tegelijk de veiligheidssituatie in Midden- en Oost-Europa wordt geregeld.
  - Duitsland dient in de Volkenbond terug te keren.
  - Italië, België en Duitsland zullen worden uitgenodigd voor een verdrag betreffende de luchtverdediging.
- 3 - De Groningse voetbalclub GVAV speelt zijn eerste wedstrijd in het (nog niet eens officieel geopende) Oosterpark Stadion. Het wint met 5-3 van Friesland.
- 4: Het verlenen van gratie aan personen die in Duitsland tot de doodstraf zijn veroordeeld kan nog slechts door Adolf Hitler gedaan worden.
- 5: China en Japan leggen hun conflict betreffende Jehol en Tsjahar bij. China belooft verdere intrusies van zijn troepen in Mantsjoerije te voorkomen.
- 5: In verband met de spanningen tussen Italië en Abessinië stuurt Italië extra soldaten naar Eritrea en Italiaans-Somaliland.
- 6: De Belgische Kamer verwerpt het voorstel om diplomatieke betrekkingen aan te knopen met de Sovjet-Unie
- 6: In de Sovjet-Unie wordt de grondwet aangepast. Tot de wijzigingen behoren:
  - Rechtstreekse in plaats van getrapte verkiezingen voor de diverse volksvertegenwoordigingen
  - Alle private boerenbedrijven worden afgeschaft
- 7: In de Nationale Vergadering in Turkije zullen 16 zetels gereserveerd worden voor vertegenwoordigers van de minderheden.
- 8: In Turkije worden parlementsverkiezingen gehouden. Voor het eerst geldt hierbij het vrouwenkiesrecht.
- 8: De nieuwe grondwet voor de Filipijnen wordt goedgekeurd. Tot de wijzigingen behoort de invoering van het vrouwenkiesrecht.
- 9: De Skoepsjtina, het parlement van Joegoslavië, wordt ontbonden. Op 5 mei zullen nieuwe verkiezingen worden gehouden.
- 11: Oostenrijk en Italië sluiten een cultureel verdrag.
- 11: De uit 1840 daterende koren- en pelmolen die in het centrum van het dorp Kommerzijl staat, wordt door brand verwoest. De molen wordt niet gerestaureerd.
- 13: Het Amerikaanse luchtschip Macon verongelukt ten zuiden van Monterey en valt in zee.
- 13: Keizer Haile Selassie van Abessinië bereidt de mobilisatie voor in reactie op mobilisatie-acties van Italië. Hij weigert schadevergoeding en schuldbekentenis betreffende het conflict rond Oeal-Oeal, en stelt dat de betrokken Italiaanse soldaten zich op Abessijns grondgebied bevonden.
- 14: In Roemenië wordt de Nationaalsocialistische Partij opgericht. Tot de oprichters behoort Ştefan Tătărescu, een broer van premier Gheorghe Tătărescu.
- 14: Bruno Hauptmann wordt ter dood veroordeeld voor de moord op de zoon van Charles Lindbergh.
- 15: Abessinië protesteert tegen de Italiaanse mobilisatie in Italiaans-Somaliland en Eritrea. Zij ontkent dat er een concentratie van Abessijnse legers rond het omstreden Oeal-Oeal heeft plaatsgevonden.
- 17: De Volksdag, het parlement van Danzig, wordt ontbonden.
- 17: António Óscar Carmona wordt herkozen als president van Portugal.
- 18: In Napels wordt de overeenkomst getekend die de definitieve terugkeer van het Saarland naar Duitsland regelt.
- 19: Volgens Chinese berichten vinden er in Mantsjoekwo op grote schaal rellen en opstanden plaats, die geleid hebben tot het uitroepen van de staat van beleg.
- 20: Abessinië willigt de Franse eisen in betreffende de moord op een Franse en een aantal inlandse ambtenaren in Frans-Somaliland.
- 20: Het recht van vereniging en recht van vergadering in Nederlands-Indië worden verder ingeperkt.
- 23: De Sabena begint met een geregelde luchtvaartdienst Brussel-Leopoldville v.v.
- 23: De Oostenrijkse bondskanselier Kurt Schuschnigg en minister van buitenlandse zaken Egon Berger-Waldenegg houden in Parijs besprekingen met hun Franse ambtsgenoten Pierre Laval en Pierre-Étienne Flandin. Ze bespreken onder meer plannen voor een veiligheidspact voor Midden-Europa.
- 23: De regering van Irak treedt af.
- 25: Een Italiaans voorstel om een neutrale zone van 6 km tussen Italiaanse en Abessijnse posten te houden wordt door Abessinië in beginsel aanvaard. De Italiaanse troepenopbouw in Eritrea en Italiaans-Somaliland gaat door.
- 25: Paraguay zegt zijn lidmaatschap van de Volkenbond op, vanwege de houding van de bond in de Chaco-oorlog.
- 26: De Britse vicepremier Stanley Baldwin verklaart in een toespraak dat alle landen bereid moeten zijn offers te brengen ten dienste van de vrede.
- 26: De nationaalsocialistische organisaties in Opper-Oostenrijk besluiten zichzelf te ontbinden. Een hoeveelheid wapens wordt ingeleverd.
- 26: Robert Watson-Watt demonstreert in Daventry, Engeland de eerste radar.
- 28: Het Saargebied wordt aan Duitsland overgedragen.

en verder:
- Ceylon wordt getroffen door een malaria-epidemie. Door ondervoeding is de bevolking extra vatbaar.

<< · januari · februari · maart · april · mei · juni · juli · augustus · september · oktober · november · december · >>